# Bellardia tatrica
Bellardia tatrica är en tvåvingeart som först beskrevs av Günther Enderlein 1933.  Bellardia tatrica ingår i släktet Bellardia och familjen spyflugor. Inga underarter finns listade i Catalogue of Life.